# إلمر غروس
إلمر غروس (بالإنجليزية: Elmer Gross)‏ هو مدرب كرة سلة أمريكي، ولد في 31 يناير 1917 في هومستد ‏ في الولايات المتحدة، وتوفي في 29 يونيو 2007.